# Една Мей Олівер
Една Мей Олівер (англ. Edna May Oliver, нар. 9 листопада 1883 — пом. 9 листопада 1942) — американська акторка, номінантка на премію «Оскар». У 1930-і роки вона була однією з найвідоміших характерних актрис, що грала уїдливих старих дів.

## Життєпис
Една Мей Наттер народилася в невеликому містечку Малда, штат Массачусетс, в сім'ї Іди Мей і Чарльза Едварда Наттера. Вона була нащадком 6-го президента США Джона Квінсі Адамса. У 14 років вона залишила навчання в школі і зайнялася акторською кар'єрою, домігшись першого успіху в 1917 році на Бродвеї в музичній комедії «О, хлопчик!», А в 1923 році відбувся її дебют у кіно.
Найпримітнішою на Бродвеї стала її роль Парті, дружини капітана Енді Гоукса, в знаменитому мюзиклі 1927 «Плавучий театр». У 1932 році Една Мей Олівер знову повернулася на сцену з цією роллю, але змушена була відмовитися від зйомок кіноверсії мюзиклу в 1936 року, тому що в цей час грала роль годувальниці у фільмі «Ромео і Джульєтта».
Една Мей Олівер померла в свій день народження в 1942 році через хворобу кишечника у віці 59 років.

## Фільмографія
- 1930 — Половина пострілу на світанку / Half Shot at Sunrise
- 1931 — Сімаррон / Cimarron
- 1933 — Маленькі жінки / Little Women
- 1936 — Ромео і Джульєтта / Romeo and Juliet
- 1937 — Розалі / Rosalie
- 1940 — Гордість і упередження / Pride and Prejudice